# Soinaste
Soinaste är en ort i Estland. Den ligger i Ülenurme kommun och landskapet Tartumaa, i den sydöstra delen av landet, 170 km sydost om huvudstaden Tallinn. Soinaste ligger 67 meter över havet och antalet invånare är 336.
Terrängen runt Soinaste är platt. Runt Soinaste är det glesbefolkat, med 12 invånare per kvadratkilometer. Närmaste större samhälle är Dorpat, 5,1 km norr om Soinaste. Omgivningarna runt Soinaste är en mosaik av jordbruksmark och naturlig växtlighet.